# Taiding (Schöllnach)
Taiding ist ein Gemeindeteil des Marktes Schöllnach im niederbayerischen Landkreis Deggendorf. Bis 1972 bildete es eine selbstständige Gemeinde.

## Lage
Taiding liegt im Bayerischen Wald etwa zwei Kilometer nördlich von Schöllnach.

## Geschichte
Noch um 1600 bildete Taiding eine Hofmark, die in der Hand der Freiherren von Schwarzenberg als Nachfolger der Puchberger zu Winzer war. Im Zusammenhang mit der Veräußerung der Herrschaft Winzer und Übernahme durch den Landesherrn im Jahr 1603 hörte die Hofmark zu bestehen auf.
Taiding bildete danach ein Amt des Pfleggerichtes Winzer und in diesem eine Obmannschaft. Der Ort Taiding bestand darin 1752 aus neun Anwesen. Acht Taidinger Anwesen dagegen gehörten zur Obmannschaft Hof im Amt Winsing des Gerichtes Hengersberg.
Ab 1803 unterstand Taiding dem Landgericht Vilshofen. 1838 kam die 1818/1821 errichtete Gemeinde vom Landgericht Vilshofen zum neu errichteten Landgericht Hengersberg und bei der Zusammenlegung der Landgerichte Hengersberg und Deggendorf im Jahre 1862 zum Bezirksamt Deggendorf, aus dem 1939 der Landkreis Deggendorf hervorging. 1840 hatte die Gemeinde Taiding 768 Einwohner, 1961 waren es 835.
1964 umfasste die Gemeinde Taiding folgende Ortsteile: Taiding, Adlmaning, Birnbaum, Brumbach, Englfing, Gaichet, Glashausen, Haidhof, Hinding, Hof und Ilgering. Am 1. Januar 1972 wurde sie im Zuge der Gebietsreform in den Markt Schöllnach eingegliedert. 1987 hatte das Dorf Taiding 119 Einwohner.

## Sehenswürdigkeiten
- Dorfkapelle. Der neuromanische Bau mit Dachreiter stammt aus dem letzten Drittel des 19. Jahrhunderts.

## Vereine
- Freiwillige Feuerwehr Taiding
- EC Taiding e.V.
- Retzbachschützen Taiding